# Ernest Oberländer-Târnoveanu
Ernest Oberländer-Târnoveanu (n. 1 ianuarie 1951, București, România) este un muzeograf român de origine germană, director-general al Muzeului Național de Istorie în perioada 2010–2025.

## Biografie
Ernest Oberländer-Târnoveanu a absolvit școala (în 1966) și liceul (în 1970) din Dr. Petru Groza (azi Ștei, Bihor). În 1974 a absolvit Facultatea de Istorie a Universității din București.
Din 1991 este membru al Societății Române de Studii Bizantine.
În perioada 25 septembrie 1998 - 7 iulie 1999 Oberländer-Târnoveanu a fost director al Direcției Muzee și Colecții a Ministerul Culturii.
A fost șeful Cabinetului Numismatic și Tezaur Istoric din cadrul Muzeului Național de Istorie a României, din această poziție a semnat, la 6 martie 2008, actul de primire a 12 monede istorice de aur de la partea rusă și a certificat că „toate monedele prezentate sunt autentice”.
De la 1 iulie 2010 Oberländer-Târnoveanu este director-general al Muzeului Național de Istorie a României. În 2012 a primit distincția Crucea Ordinului Isabela Catolica.
Despre Statuia împăratului Traian din București Oberländer-Târnoveanu a declarat în 2012 că “Muzeul are mari probleme de structură, mai ales la colțuri și în partea dinspre Calea Victoriei (unde este montată statuia). De aceea, clădirea urmează să intre în consolidare la începutul anului viitor. În aceste condiții, cele 500 kg nu fac deloc bine muzeului, mai ales în zona treptelor, care și așa sunt șubrede”. La 11 aprilie 2012, a declarat că lucrarea "nu va sta multă vreme" acolo, completând cu declarația "Nu sunt un puritan sau un conservator, dar statuia n-ar fi trebuit să fie ridicată aici. Calitatea artistică e îndoielnică".
La 19 decembrie 2019, președintele României Klaus Iohannis l-a decorat cu Ordinul Național „Serviciul Credincios” în grad de ofițer.

## Expoziția „Dacia! Regatul aurului și argintului”

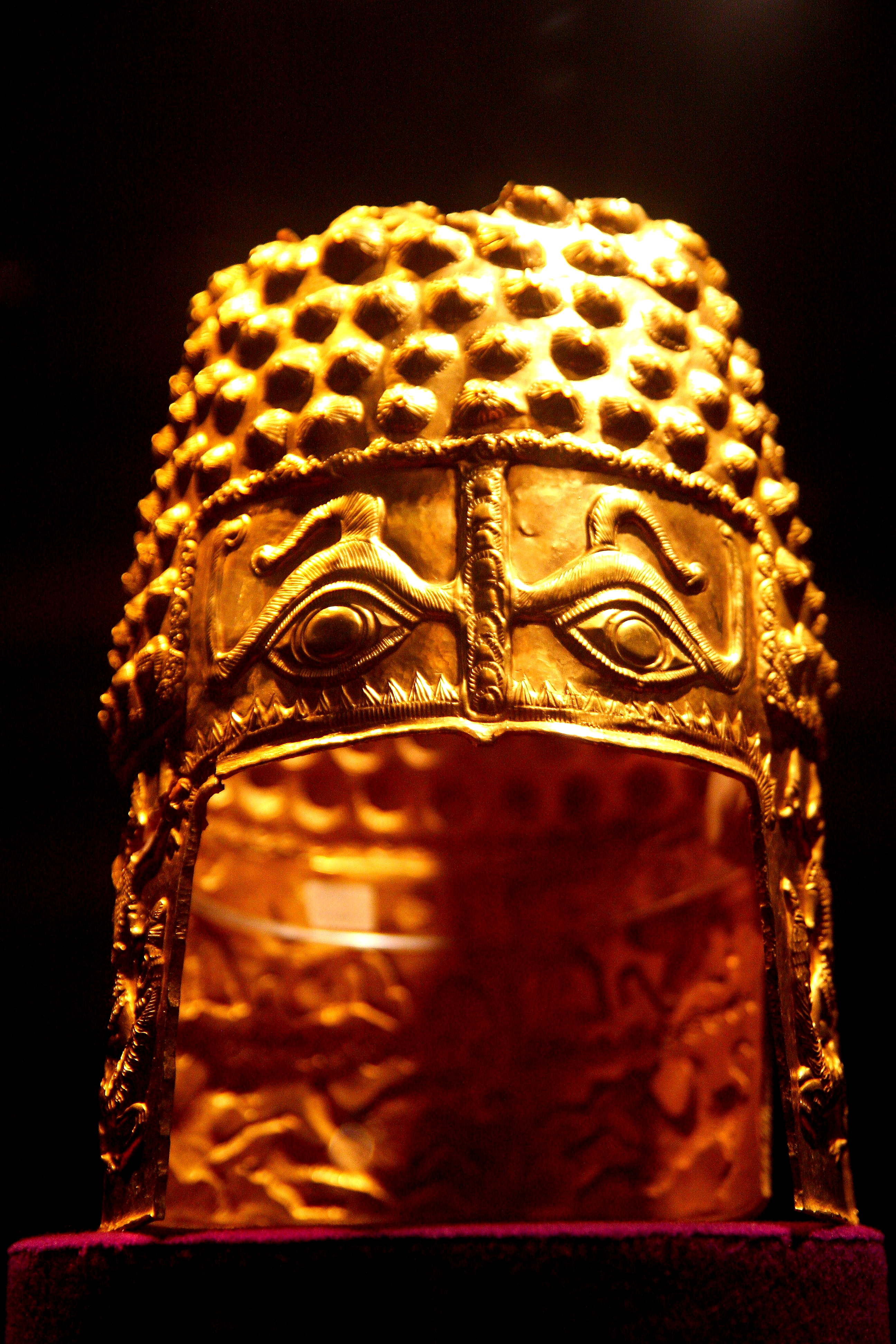
Coiful dacic de la Coțofenești

În 2024, Muzeul Național de Istorie a României, în colaborare cu Muzeul Drents din Assen, Olanda, a organizat expoziția „Dacia! Rijk van goud en zilver” („Dacia! Regatul aurului și argintului”). Expoziția a inclus 673 de exponate, provenite din peste 50 de tezaure din colecțiile a 18 muzee din România. Printre acestea se număra și coiful dacic, alături de diadema de la Bunești-Averești, piese din tezaurele de la Agighiol, Peretu, Cucuteni-Băiceni, Stâncești, precum și brățările dacice din Sarmizegetusa Regia. Evenimentul a marcat 30 de ani de la prima expoziție de arheologie românească găzduită de un muzeu olandez și s-a desfășurat în perioada 7 iulie 2024 – 26 ianuarie 2025.
Cu o zi înainte de încheierea expoziției din Assen, în noaptea de 25 ianuarie 2025, un grup de indivizi a folosit explozibil pentru a sparge un zid exterior din beton armat al muzeului. După ce au pătruns în clădire, aceștia s-au îndreptat direct către vitrinele care găzduiau coiful dacic și brățările dacice de la Sarmizegetusa Regia. În dimineața următoare, autoritățile olandeze și cele române au confirmat furtul acestor artefacte.
Ernest Oberländer-Târnoveanu a declarat că „hoții au intrat țintit și au luat fix aceste piese, nimic altceva. Brățările sunt cele pe care ne-am chinuit să le recuperăm”.
Ministrul Culturii, Natalia Intotero, a anunțat că l-a demis pe Oberländer-Târnoveanu după ce acesta a refuzat să-și prezinte demisia de onoare.

## Listă de publicații
Sursa:
- Șase secole de relații româno-turce oglindite de numismatică, București, 1996, Muzeul Național de Istorie a României, 36 p. + 11 pl. (în colaborare cu Paraschiva Stancu)
- Monede de aur din colecții românești, vol. I, Colecții din Muntenia, Muzeul Județean Buzău, Muzeul “Dunării de Jos” Călărași, Muzeul “Teohari Antonescu” Giurgiu Muzeul Județean de Istorie și Arheologie Prahova, coord. E. Oberländer-Târnoveanu, editura CiMEC, București, 2001 (în colaborare cu A. Vîlcu, M. Dima, Ana Dicu, M. Neagu, E. Păunescu și Elisabeta Savu)
- Monedă și societate pe teritoriile de la Sud și Est de Carpați: (secolele VI-XIV) Arhivat în 26 iulie 2020, la Wayback Machine., ed. Nereamia Napocae, Cluj-Napoca, 2003
- Teatrul Național din București (1846-1947) Cercetări arheologice, Editura Muzeului de Istorie și Artă a Municipiului București, București, 2005 (în colaborare cu Gh. Mănucu-Adameșteanu, Monica Mărgineanu Cârstoiu, Mihaela Mănucu-Adameșteanu, V. Apostol, Șt. Bâlici și Ana-Maria Velter)
- Tătarii din România – Teme identitare. Centrul pentru Drepturile Omului. Apador-CH, București, 2005 (în colaborare cu V. Adam, ed. G. Andreescu) ISSN 1221-8391
- Comorile dacilor II Capodopere ale artei aurului din România din epoca bronzului, prima epocă a fierului și perioada geto-dacică (sec. XVII a. Chr. – sec. IV a. Chr.) Ploiești 14 octombrie – 1 noiembrie 2010, Ploiești, 2010 (în colaborare cu Rodica Oanță-Marghitu, A. Arbunescu, Anca Diana Popescu, G. Trohani și Alexandra Târlea) ISBN 978-973-668-263-6
- Basarabia 1812-1947 Oameni, locuri, frontiere, București-Chișinău, mai – iunie 2012, ed. E. Oberländer-Târnoveanu și P. Guran, București, 2012
- Colecțiile de artă și numismatică ale Băncii Comerciale Române, Muzeul Național de Istorie a României, București, 2012 (în colaborare cu Dana Crișan) ISBN 978-973-0-13779-8.
- Combaterea traficului cu bunuri culturale – recuperarea trecutului (Patrimonium III), coeditor în colaborare cu Augustin Lazăr, Sorin Alămureanu, Paolo Giorgio Ferri, Barbara Deppert-Lippitz, Marius Ciută, Cristian Găzdac și Claudio Cimino, București, Universul Juridic, 2013 ISBN 978-973-127-896-4
- Tezaure monetare bizantine din România, vol. I, De la Anastasius I la Constantinus al IV-lea (491-685), București, 2017, ISBN 978-606-622-331-7
- Tezaure monetare bizantine din România, vol. II, Secolele VII-XIII, București, 2018, ISBN 978-973-0-28455-3